# JAK-STAT signalni put
JAK-STAT signalni put prenosi spoljašnje hemijske signala kroz ćelijsku membranu i citoplazmu, sve do promotora gena u ćelijskom jedru, koji uzrokuju transkripciju DNK. JAK-STAT sistem je glavna signalna alternativa sistemu sekundarnih glasnika. JAK-STAT sistem se sastoji od tri komponente: receptora,  i . JAK je oznaka za Janus Kinaza, a STAT za Signal Transducer i Aktivator Transkripcije.
Receptor se aktivira signalom interferona, interleukina, faktora rasta, ili nekim drugim hemijskim glasnikom. To uzrokuje aktivaciju JAK kinaze, koja se autofosforiiliše (fosfatne grupe dejstvuju kao "on" i "off" prekidači proteina). STAT protein se zatim vezuje za fosforilisani receptor. STAT se fosforiliše i translocira u ćelijsko jedro, gde se vezuje za DNK i promoviše transkripciju gena.
Kod sisara postoji sedam STAT gena, svaki od koji se vezuje za zasebnu DNK sekvencu. STAT se vezuje za DNK sekvencu zvanu promotor, koja kontroliše ekspresiju drugih DNK sekvenci. Time se utiče na osnovne ćelijske funkcije, kao što su ćelijski rast, diferencijacija i smrt.
JAK-STAT put je evoluciono očuvan, od buđi i crva do sisara (ali ne kod gljiva i biljki). Poremećaj ili deregulacija JAK-STAT funkcije (kao posledica naslednih ili stečenih genetičkih defekata) može da dovede do sindroma imune deficijencije i raka.

## Literatura
1. 1 2 3 4  David S. Aaronson; Curt M. Horvath (31. 5. 2002). „A Road Map for Those Who Don't Know JAK-STAT”. Science. 296 (5573): 1653—1655. Архивирано из оригинала 11. 05. 2010. г. Приступљено 05. 02. 2011.
2. ↑  Rawlings JS, Rosler KM, Harrison DA (2004). „The JAK/STAT signaling pathway”. Journal of Cell Science. 117 (Pt 8): 1281—3. PMID 15020666. doi:10.1242/jcs.00963.